# 東沙利文鎮區 (阿肯色州夏普縣)
東沙利文鎮區（英語：East Sullivan Township）是位於美國阿肯色州夏普縣的一個行政鎮區。

## 地方資料
東沙利文鎮區的面積為45.27平方千米，當中陸地面積為45.27平方千米，而水域面積為0.00平方千米。根據2010年美國人口普查的數據，當地共有人口321人，而人口密度為每平方千米7.09人。